# Digital Video

DV-Logo

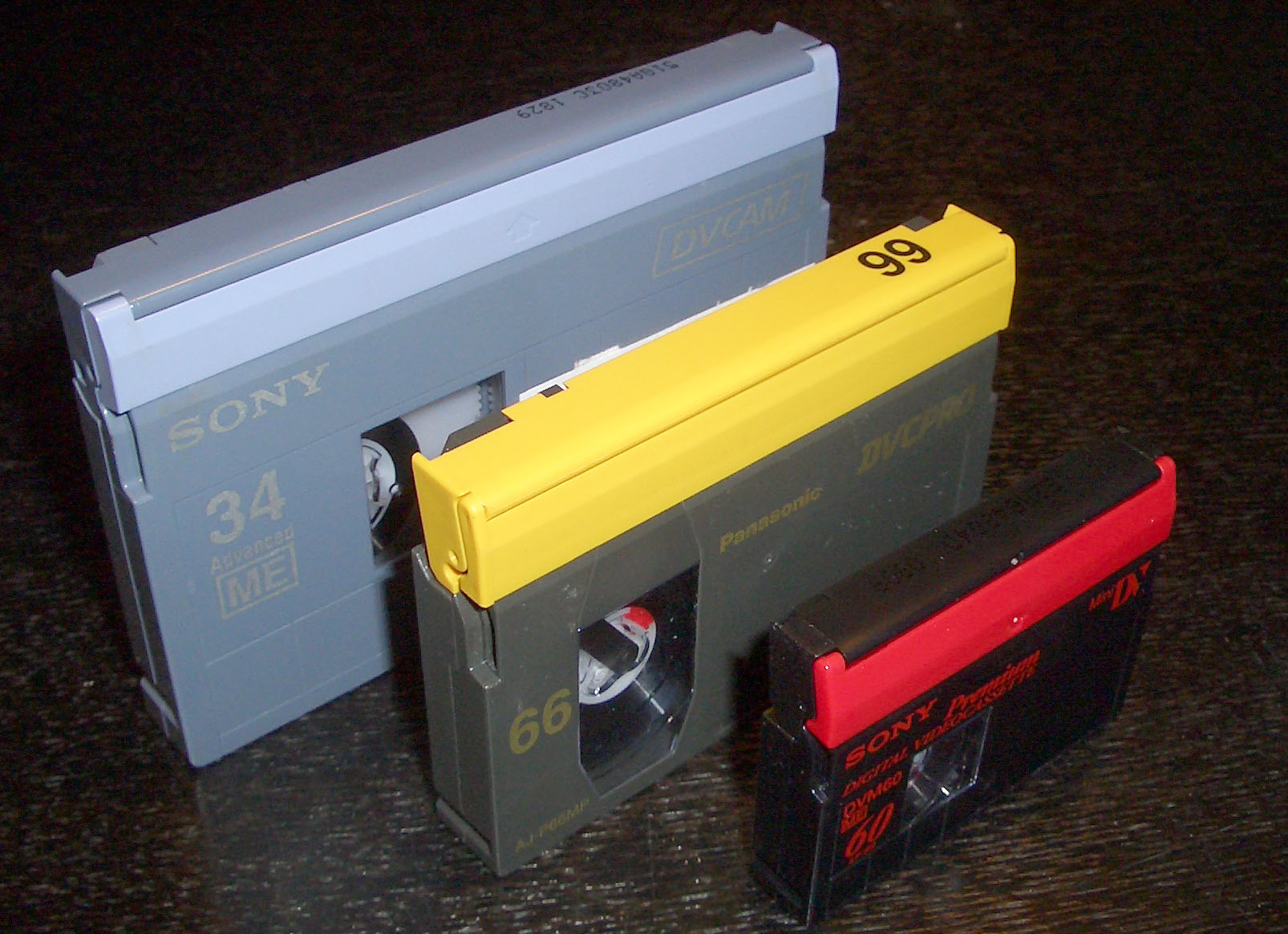
Kassetten verschiedener DV-Unterstandards im Größenvergleich – hinten das Profiformat DVCAM, mittig das ebenfalls professionelle DVCPro, vorne das bei Camcordern für den Amateurbereich dominierende MiniDV

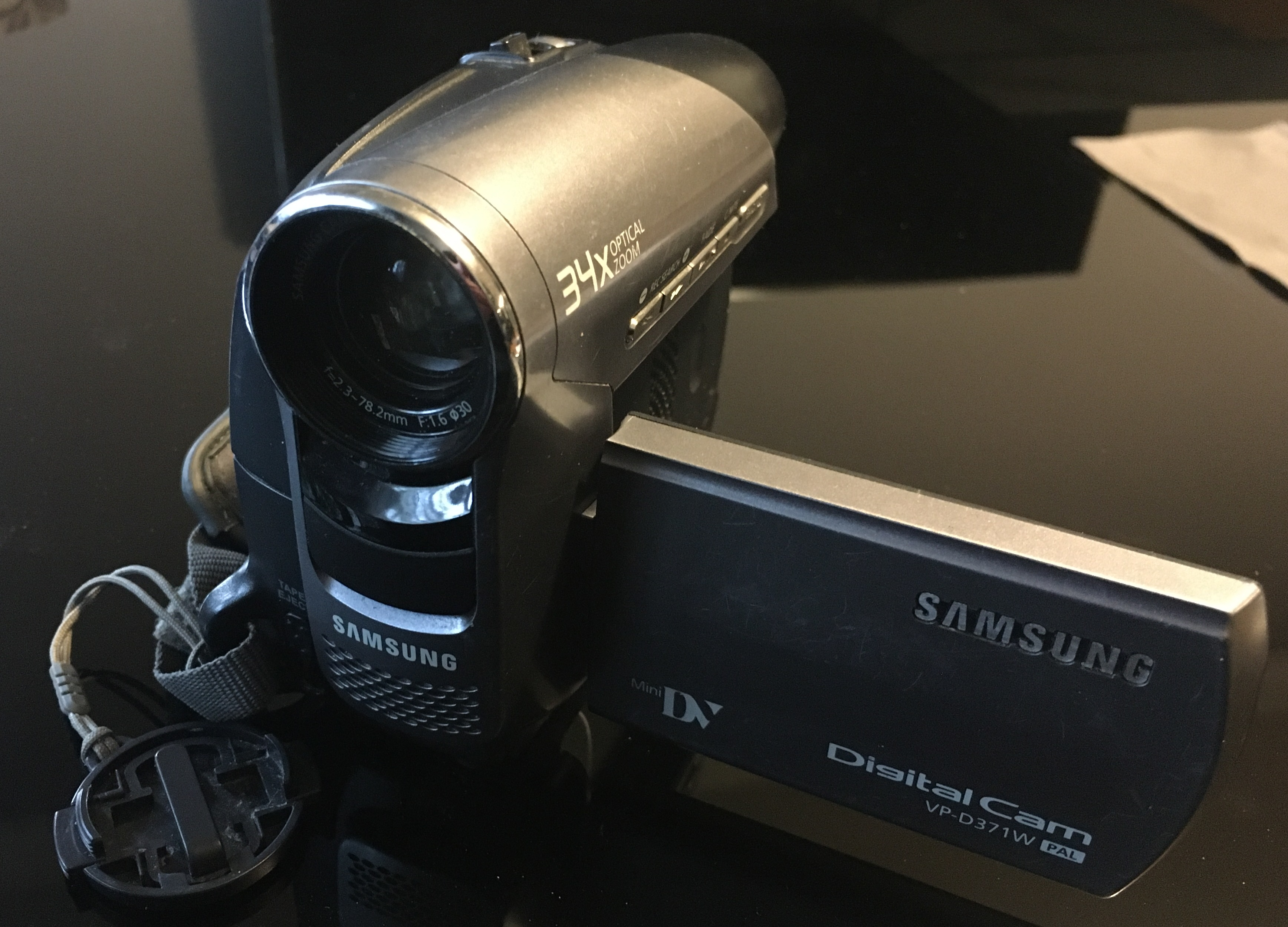
MiniDV-Camcorder von Samsung mit ein- und ausklappbarem Farbbildschirm (re.) zur Aufnahmekontrolle und dem Abspielen von Aufnahmen, 2007

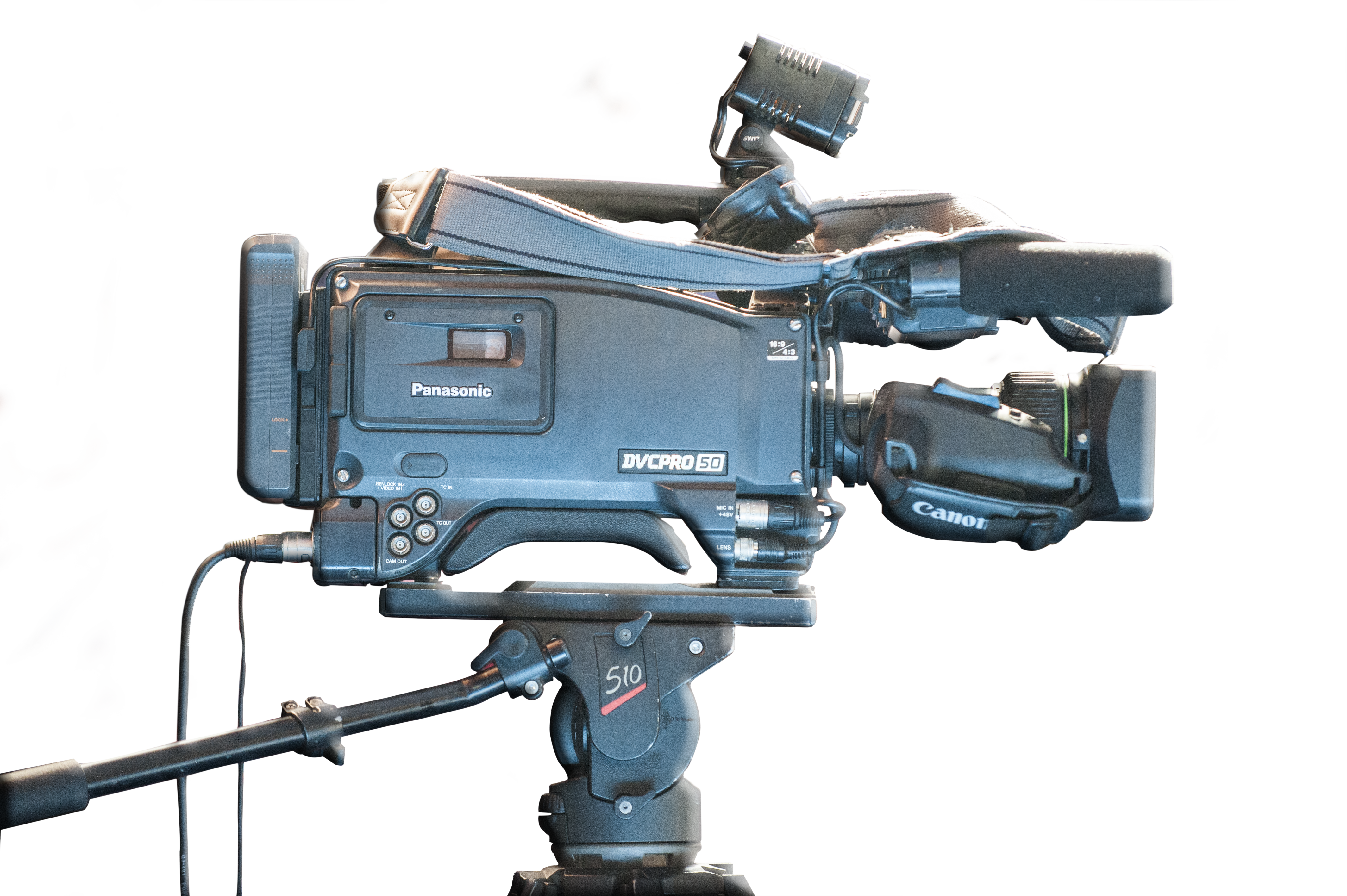
Professionelle digitale Videokamera von Panasonic im Format DVCPro50 für Fernsehaufnahmen

Digital Video (DV) ist der Oberbegriff für den DV-Standard, der 1994 eingeführt wurde und die Kassetten- bzw. Aufzeichnungsformate DV, MiniDV, DVCAM, Digital8, HDV, DVCPro, DVCPro50 und DVCProHD umfasste. Alle Varianten beruhen auf der digitalen Speicherung von Videodaten und der zugehörigen digitalen Audiodaten (Tonspur) auf Magnetband-Kassetten und wurden vor allem für die Videoaufzeichnung mit Camcordern im Amateur- und Profibereich verwendet, auch in der Fernsehproduktion. Die Technologie war bis in die 2000er Jahre sehr verbreitet, das Format MiniDV lag einem Großteil der Videokameras für Konsumenten zugrunde. Durch die digitale Speicherung von Videodaten auf Speichermedien aus dem Computerbereich, insbesondere Speicherkarten wie SD-Karten und CompactFlash, wurde der DV-Standard ab etwa den 2010er Jahren nahezu vollständig verdrängt und hat heute nur noch historische Bedeutung.

## Entwicklung und Verbreitung
Nach dem Start 1996 machte Digital Video eine rasante Entwicklung. Bereits 1999 gab es Produkte von einer Vielzahl von Herstellern, wobei die Preise stetig fielen. Das ursprünglich für den Consumermarkt gedachte System sicherte sich, wegen der akzeptablen Qualität bei geringem Preis, schnell auch im (semi-)professionellen Bereich eine Nische.

## Technische Spezifikationen
Die Bilder werden digital aufgezeichnet und dabei auf ca. 10 Prozent des unkomprimierten Speicherplatzbedarfs reduziert.
Die Einzelbilder werden beim DV-Standard unabhängig voneinander, mittels eines JPEG-ähnlichen Verfahrens einzeln codiert (Intra-Frame Codierung).
Es erfolgt zunächst eine Umwandlung des vom Bildsensor der Kamera erzeugten RGB-Signals in ein YCbCr-Signal, bei dem nicht die drei Lichtgrundfarben separat übertragen werden, sondern ein Helligkeitssignal („Schwarz-weiß-Bild“) durch zwei Farbdifferenzkanäle ergänzt wird, aus denen sich die Farbe rekonstruieren lässt.
Wie beim analogen Signal erfolgt dabei ein Chromadownsampling: Eine Reduzierung der Auflösung der Farbinformation, da das menschliche Auge für das Farbsehen eine geringere Sehschärfe hat als für Helligkeitsunterschiede. Dies geschieht im Verhältnis 4:1:1 (NTSC) oder 4:2:0 (PAL), was gegenüber dem Ursprungssignal (4:4:4) eine Datenreduktion um die Hälfte bewirkt. Das Verhältnis bedeutet dabei, dass die beiden Farbkomponentensignale jeweils mit einem Viertel der Auflösung des Helligkeitssignals gespeichert werden: Immer vier Pixel haben somit den gleichen Farbwert und unterscheiden sich lediglich in ihrer Helligkeit.
Die Bezeichnung 4:2:0 bedeutet dabei nicht etwa die Halbierung eines Komponentensignals und das völlige Weglassen des Anderen, sondern dient nur der Unterscheidung von 4:1:1. Bei letzterem werden stets vier benachbarte Pixel in einer Zeile farblich zusammengefasst, während bei 4:2:0 nur zwei benachbarte Pixel die gleiche Farbe haben, jedoch ebenso die Pixel der darunterliegenden Zeile (nachfolgendes Halbbild) an der gleichen Stelle. Die vier farblich zusammengefassten Pixel sind hier also als 2x2 Quadrat angeordnet, statt in einer horizontalen Reihe.
Das Chromasubsampling wird gefolgt von einer verlustbehafteten, digitalen Bildkompression auf Basis der diskreten Kosinustransformation (DCT) mit anschließender Quantisierung und Entropiecodierung, die die Datenrate nochmals auf rund ein Fünftel reduziert, jedoch auf Kosten der Bildung von Kompressionsartefakten.
Das Verfahren ähnelt somit MJPEG und bietet im Gegensatz zu MPEG den Vorteil, Videos an jeder beliebigen Stelle schneiden zu können, ohne dass erst Zwischenbilder dafür errechnet werden müssen. Auch eine Rückwärtswiedergabe ist problemlos möglich; bei Inter-Frame-Codierung (wie sie bei z. B. MPEG-Codecs zum Einsatz kommt) ist dies mit hohem Rechenaufwand verbunden und erfordert wesentlich mehr Arbeitsspeicher. Da DV jedoch in nach heutigen Verhältnissen geringer SD-Auflösung arbeitet, ist dieser Vorteil auf einem modernen PC, mit zeitgemäßer CPU und mehreren Gigabytes RAM, weitgehend bedeutungslos geworden.
Die Datenrate eines DV-Stroms liegt bei 3,125 MByte/s (25 Megabit pro Sekunde), also rund 1 GByte pro 5 Minuten.
Die Bildqualität ist durch das Fehlen von Rauschen und analogen Bildstörungen sowie einer etwas höheren Auflösung im Vergleich zu älteren Hi8- oder SVHS-Kameras subjektiv besser, allerdings können – insbesondere bei MiniDV-Bändern – digitale Bildartefakte (Klötzchen) durch fehlerhafte Magnetbandaufzeichnung auftreten, ähnlich wie man sie von gestörtem, digitalem Fernsehempfang kennt. Bei Digital8 ist das Problem aufgrund der breiteren Bänder und hochwertigeren Kassetten deutlich seltener. Dies gilt auch für die professionalisierten DV-Formate (DVCAM, DVCPro), die statt breiteren Bändern mit einer höheren Bandlaufgeschwindigkeit arbeiten.
Die digitale Aufzeichnung ermöglicht ein verlustfreies Überspielen oder Capturing (Einspielen des Videos auf einen Computer, etwa zum Schneiden oder weiteren Bearbeiten), besonders in Verbindung mit der iLink-Schnittstelle. Verglichen mit professionellen, digitalen Videoformaten wie D-1 oder Digibeta besitzt DV zwar eine signifikant geringere Bildqualität und eine höhere Störanfälligkeit, stellt jedoch eine weitaus kostengünstigere Alternative dar, mit kompakteren und leichteren Kassetten (und in der Folge auch Geräten), die pro Band meist eine längere Spielzeit besitzen.
Dies führte zu einer steigenden Akzeptanz des Formats auch im Broadcast-Bereich, insbesondere für die elektronische Berichterstattung.
DV verwendet als Bild-Auflösung 720 × 576 Bildpunkte (PAL) bzw. 720 × 480 Bildpunkte (NTSC). Im PAL-Format werden 50 Halbbilder pro Sekunde (50i) aufgezeichnet, bei NTSC 59,94 (60i). Einige DV-Kameras ermöglichen auch Vollbildaufzeichnung mit den Bildgeschwindigkeiten 24p oder 25p (auch bekannt als Progressive Scan), wobei jedes Vollbild aus technischen Gründen in zwei Halbbilder zerlegt wird, die sequenziell aufgezeichnet werden (bei 25p, nur auf PAL-Kameras), oder in abwechselnd 3 und 2 Halbbilder (3:2-Pull-down) auf NTSC-Kameras.
Als Audioformat wird bei DV unkomprimierter PCM-Ton mit einer Abtastrate von 48 kHz und einer Auflösung von 16 Bit verwendet wie bei zeitgenössischen digitalen Kinotonformaten (etwa Dolby Digital oder DTS), die aber (zur Ermöglichung von Mehrkanalton bei machbarer Datenrate) verlustbehaftete Kompression (AC-3-Algorithmus) einsetzten. Bei DV stehen zwei Kanäle (Stereo) zur Verfügung. Auf Kosten der Tonqualität waren alternativ auch 32 kHz bei 12-bit-Sampling auf vier Kanälen möglich.
Letztere Option beschränkt sich auf Consumer-Geräte und ist bei semiprofessionellen DV-Kameras oder bei DVCAM und DVCPro in der Regel nicht anzutreffen. Sie war vermutlich dafür vorgesehen, bei auf DV-Kaufkassetten veröffentlichten Filmen zweisprachigen Stereoton bereitzustellen. Da in diesem Einsatzbereich aber die DVD, und nicht (wie von Sony erhofft) DV die VHS-Kassette als Standard ablöste, kam es nie dazu.
Beim DVCAM-Format sind Bild und Ton synchron (Locked Audio); bei Consumer-DV-Format ist ein Ton-Bild-Versatz von ±1/3 Frame (13,33 ms) erlaubt (Unlocked Audio)
Die Breite des Bandmaterials beträgt bei allen Varianten (außer Digital8) 6,35 mm.

## MiniDV

MiniDV-Logo

Im Amateurbereich setzte sich die MiniDV durch, welche im identischen Datenformat wie DV auf kleineren Kassetten aufzeichnete.  MiniDV-Kassetten wurden in Kapazitäten von 60/90 (60 Minuten Standard Play / 90 Minuten Longplay) und 80/120 (80 Minuten Standard Play / 120 Minuten Longplay) angeboten, wobei von der Verwendung letzterer aufgrund des dünneren und damit empfindlicheren Bandes im Allgemeinen abgeraten wurde. Die Kassetten waren (auch auf die Spielzeit bezogen) weit günstiger als die ungefähr doppelt so großen Standard-DV-Kassetten, die nur im semi-professionellen und professionellen Bereich eingesetzt wurden.

### Kompatibilität mit DVCAM

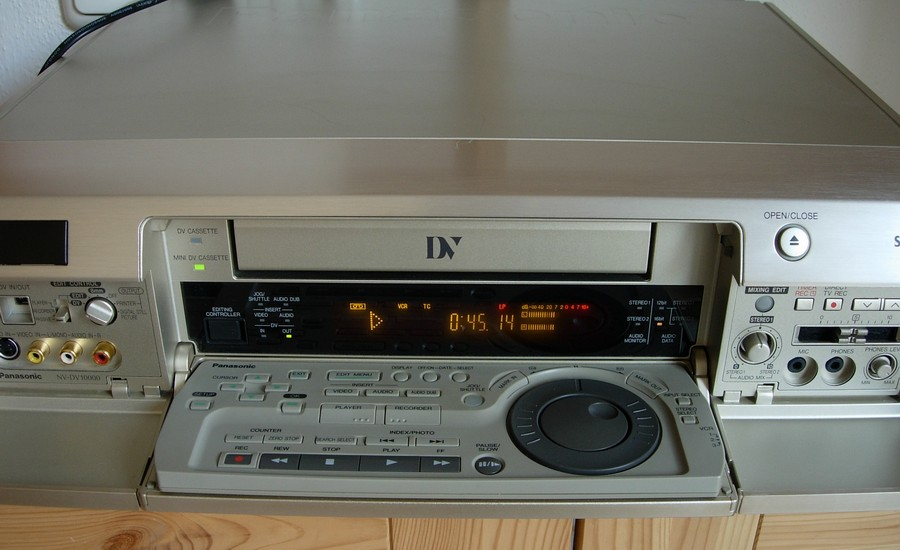
Semiprofessioneller Videorecorder von Panasonic für DV- und MiniDV-Kassetten (Panasonic NV-DV10000)

Eine MiniDV-Kassette konnte mit entsprechenden Geräten auch im professionellen DVCAM-Format bespielt werden. Da diese Geräte das Band bei der Aufnahme jedoch schneller transportierten, verkürzte sich die auf der Kassette angegebene Aufzeichnungsdauer hierbei um 1/3. Dennoch wurde für die Aufzeichnung im DVCAM-Format die Verwendung von für DVCAM zertifizierten Bändern empfohlen, da diese i. d. R. über ein höherwertiges Band verfügten.

### Longplay
Die meisten DV-Camcorder aus dem Consumerbereich, aber auch einige semiprofessionelle Geräte verfügten über einen Longplaymodus, bei dem sich die Laufzeit pro Kassette um 50 % erhöhte. Auf eine DV-Kassette mit regulär 60 Minuten Spielzeit passten so 90 Minuten. Das Besondere daran war, dass die Verwendung des Longplaymodus bei DV im Gegensatz zu den meisten anderen Videosystemen zu keinerlei Einbußen in Bild- und Tonqualität führte. Dieser Umstand verleitete viele Nutzer zur häufigen, wenn nicht sogar dauerhaften Verwendung von Longplay, da so, ohne einen für den Anwender direkt ersichtlichen Nachteil, Band und somit Geld gespart werden konnte. Tatsächlich barg Longplay jedoch eine Vielzahl an Nachteilen: Der DV-Longplaymodus entsprach keiner festgeschriebenen Normierung. Dadurch stand es jedem Hersteller von DV-Geräten frei, den LP-Modus nach eigenem Ermessen zu gestalten. In der Praxis hatten sich die Hersteller jedoch auf gewisse Toleranzen geeinigt, um zumindest ansatzweise eine Kompatibilität zu erreichen. Dennoch war der Austausch von im Longplaymodus aufgenommenen DV-Bändern äußerst problematisch. Oft war eine fehlerfreie Wiedergabe nur auf dem Gerät möglich, auf dem das Band aufgenommen worden war. Selbst auf anderen Modellen desselben Herstellers konnte es zu Schwierigkeiten bei der Wiedergabe kommen.
Bei DV werden im Longplaymodus exakt die gleichen Daten auf dem Band gespeichert wie im SP-Modus (daher auch die identische Qualität). Allerdings läuft das Band mit einer um 33 % verringerten Geschwindigkeit, daraus resultiert eine geringere Spurbreite. Durch die stark erhöhte Datendichte bleibt jedoch kaum Spielraum, um eventuelle Bandfehler auszugleichen, was zu häufigen Dropouts führt. Ebenso ist die Signalstärke auf dem Band im Vergleich zum SP-Modus erheblich geringer und bewegt sich schon bei einem neu bespielten Band nur knapp über der Lesbarkeitsgrenze. All dies führt dazu, dass im LP-Modus bespielte DV-Bänder im Allgemeinen über eine sehr kurze Lebensdauer verfügen und oft schon nach wenigen Jahren nicht mehr lesbar sind.

## Verwandte Formate

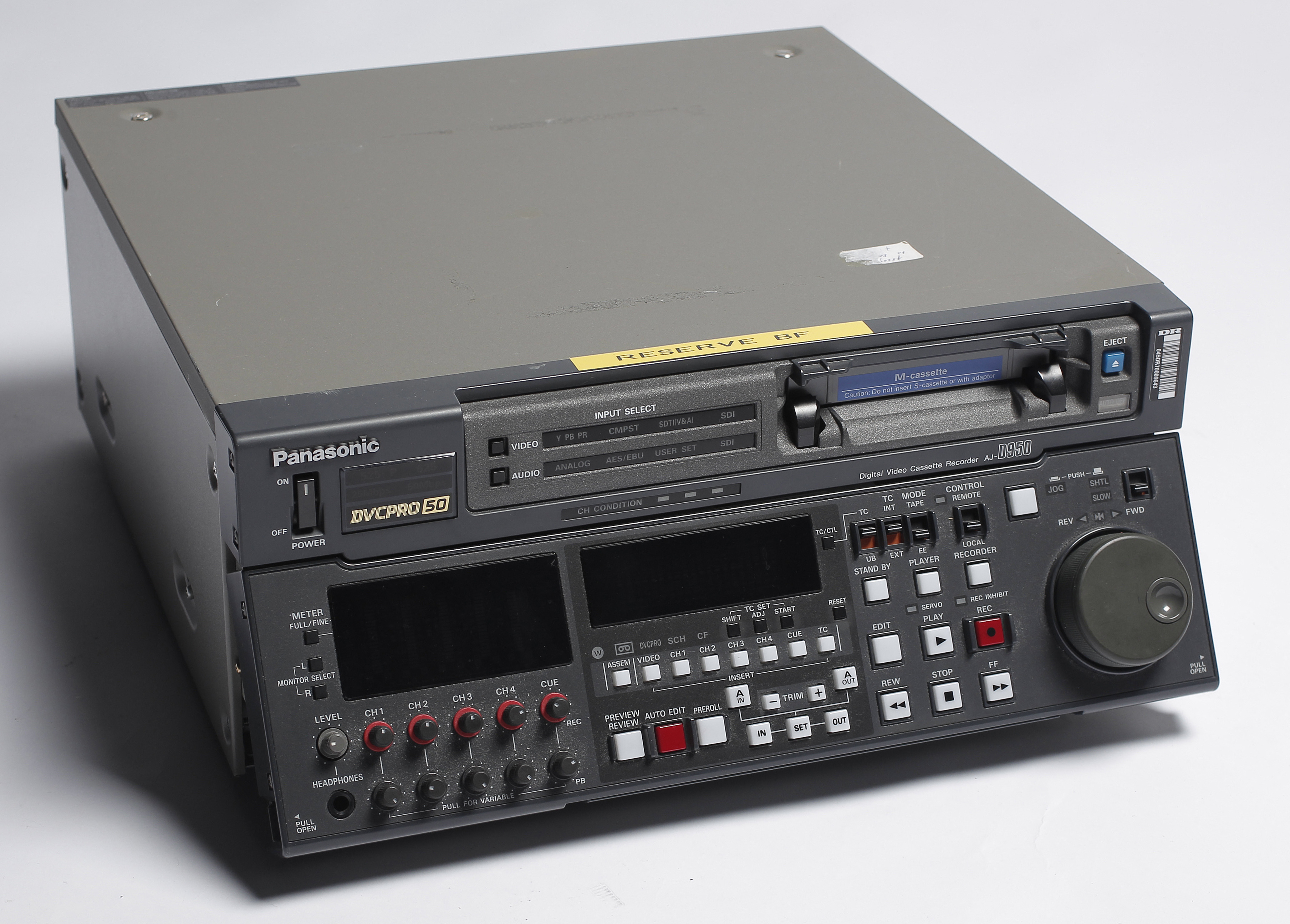
Professioneller DV-Rekorder von Panasonic im Format DVCPro50 für den Bereich Fernsehproduktion

Zumeist wurden lediglich die Kassettenformate DV und MiniDV, die mit dem üblichen DV-Codec bespielt wurden, mit dem Begriff DV im engeren Sinne bezeichnet. Daneben existierte bereits der HDV-Codec, der die Aufzeichnung von HD-Daten auf diesen beiden Kassettenformaten ermöglichte.
Eine ähnliche Technik verwendeten die professionellen Formate DVCAM (Sony) und DVCPro (Panasonic), wobei hier das Band schneller transportiert wurde, wodurch mit weniger Datenverlust zu rechnen war. Bei DVCPro50 wurde sogar mit der doppelten Datenrate (50 Mbit/s) gearbeitet, um eine höhere Qualität zu erreichen. Weiterhin gab es, ebenfalls von Panasonic, das Format DVCProHD, das zum Beispiel in dem Kamerasystem VariCam verwendet wurde. Dieses Format hatte eine höhere Auflösung als das normale DV-Format und wurde für Aufzeichnungen in HD-Auflösung verwendet. Nachfolger für den HD-Bereich wurde das AVCHD-Format, das unter anderem von Panasonic, Sony, Samsung und Canon unterstützt wurde.
Digital8 war eine digitale Weiterentwicklung der analog aufzeichnenden Produktlinie Video 8 bzw. Hi8 und nutzte dieselben Kassetten wie diese analogen Vorgänger, aber unter Verwendung des digitalen DV-Codec.

## Übertragung
Die DV-Geräte boten unter anderem die gleichen analogen Schnittstellen (Composite Video und S-Video) wie Videogeräte des VHS- und Hi8-Formats. Daher brauchte man keinen PC, um die Daten am Fernseher wiederzugeben. Um sie digital und somit verlustfrei kopieren zu können, wurde die parallel zu DV entwickelte FireWire-Schnittstelle verwendet. Diese Verbindung, meist als DV-Out bezeichnet, wurde auch für die Datenübertragung von und zum PC eingesetzt. Da die Datenpakete dabei verlustfrei und ohne Umwandlung übertragen werden, war die Belastung für den Prozessor sehr gering.
Manche Camcorder verfügten neben einem DV-Ausgang auch über einen Eingang, den sogenannten DV-In. Neben 1:1-Kopien von einem zum anderen Camcorder war es mit so ausgestatteten Geräten auch möglich, am PC bearbeitete Videos wieder verlustfrei auf MiniDV zurückzuspielen.
Rein technisch bzw. theoretisch verfügten alle DV-Camcorder über einen DV-Eingang (was z. B. in den USA oder in Japan auch der Fall war), da jedoch Camcorder mit DV-Eingang in Europa steuerrechtlich als Videorecorder betrachtet wurden, wodurch höhere Importzölle anfielen, wurde der DV-In bei vielen Modellen vom Hersteller absichtlich deaktiviert. Oft gab es auch zwei Versionen des gleichen Modells, die sich nur durch DV-In und den dadurch bedingt höheren Preis unterscheiden. Manche Camcorder verfügten zusätzlich zum DV-In auch über einen analogen Eingang, über den z. B. VHS-Kassetten auf MiniDV überspielt werden konnten.
Bei älteren MiniDV-Camcordern war der DV-In rein auf Softwareebene gesperrt und konnte dadurch oft mit geringem Aufwand wieder aktiviert werden. Anleitungen fanden sich ebenso wie benötigte Kabel und Software im Internet. Rechtlich war das „Freischalten“ des DV-In nicht verboten, häufig verlor man jedoch bei derart modifizierten Geräten die Garantie.
Die Hersteller reagierten nach und nach mit einer hardwareseitigen Deaktivierung des DV-Einganges, so dass das nachträgliche Freischalten des DV-In bei späteren Modellen nicht mehr möglich war.
Professionelle Camcorder sowie DV/DVCAM-Videorecorder verfügten i. d. R. serienmäßig über einen DV-Eingang.
Beim Transfer des Videostroms vom Camcorder zum PC wurde das DV-Material meist im AVI-Containerformat auf der Computer-Festplatte abgelegt. Die Videodatei hatte dann die Dateiendung „.avi“. Apples Mac-Computer verwendeten meist „QuickTime Movie“ als Containerformat und die Dateiendung „.mov“. DV war das Standard-Format für die Videobearbeitung bei Apple, etwa in den Videobearbeitungs-Programmen iMovie und Final Cut Pro.

## Dateigröße

### Speicherplatzbedarf pro Kassette
Obwohl die meisten DV-Camcorder einen (meist hardware-basierten) Kompressions-Codec besaßen, resultierten noch relativ hohe Bitraten und damit verbunden große Datenmengen. Der DV-Codec, der für MiniDV, DV sowie Digital8 (im Unterschied zu den Kassetten) identisch war, lieferte mit Stereoton eine Datenrate von ca. 28.000 kBit/sec. Das entsprach etwa 0,2 GByte pro DV-Minute mit Stereoton. Daraus folgten folgende Datenmengen pro Laufzeit:
- 60 Minuten DV: 13 Gigabyte
- 80 Minuten DV: 17 Gigabyte

### Automatische Szenenerkennung
Die oben genannten Dateigrößen waren in der Praxis nicht notwendigerweise mit der Größe der gewonnenen einzelnen Video-Dateien identisch – so konnte man z. B. bei vielen Capture-Programmen eine automatische Szenenerkennung anhand des aufgezeichneten Data-Codes – der neben Informationen über Kameraeinstellungen auch Datum und sekundengenaue Uhrzeit der Aufnahme enthielt – vornehmen, sofern man vor der Aufnahme die Uhrzeit der Kamera eingestellt hatte, so dass bei jeder Unterbrechung des Data-Codes von mindestens einer Sekunde eine neue Datei begonnen wurde. Manche Schnittprogramme unterstützten auch eine automatische, chronologische Sortierung der Aufnahmen, auch wenn sich diese auf verschiedenen Bändern befanden oder sogar mit unterschiedlichen Kameras aufgenommen worden waren.
Bei einigen Geräten für Endverbraucher wurden Datum und Uhrzeit lediglich in einem flüchtigen Speicher gehalten, so dass sie bei Entfernung oder vollständiger Entladung des Akkus neu eingestellt werden mussten.
Nicht zu verwechseln ist der Data-Code mit dem Timecode, der ebenfalls von allen DV-Geräten mit aufgezeichnet wurde.

### Systembasierte Grenzen der möglichen Dateigröße
In der Regel entstanden beim Übertragen des Inhalts einer DV-Kassette 1:1 auf einen PC sehr große Dateien. Man musste daher darauf achten, dass das Dateisystem der Festplatte diese unterstützte. Darüber hinaus war das verwendete Dateiformat von Bedeutung. Die Größe einer AVI-Datei war aufgrund des internen Aufbaus auf 4 GiB beschränkt, was später entfiel. Bei MOV-Dateien gab und gibt es diesbezüglich keine bedeutsame Einschränkung. Um Probleme mit der maximalen Größe der Videodateien auf dem Computer zu umgehen, unterstützen praktisch alle Capturing-Programme eine automatische Dateisplittung, so dass nach Erreichen der vom jeweiligen Dateisystem zulässigen Maximalgröße automatisch eine neue Datei begonnen wurde.

## DV-Kamera vs. DVD-Kamera
Im Gegensatz zu später als Konkurrenz aufkommenden Camcordern mit integriertem DVD-Brenner hatten DV-Kameras einen Qualitätsvorteil, da das Rohmaterial nur wenig komprimiert auf dem Band gespeichert wurde, was sich besonders bei der Nachbearbeitung (Videoschnitt etc.) auswirkte. Bei einer DVD-Videokamera sorgte hingegen ein integrierter Echtzeit-MPEG2-Codec für die Komprimierung. Dieser konnte je nach Kameratyp und eingestellter Qualität größere Bildqualitäts-Verluste produzieren, wodurch Aufnahmen mit DVD-basierten Camcordern generell stärkere Qualitätseinbußen aufwiesen als bei den DV-Formaten.